# Franz Dressler

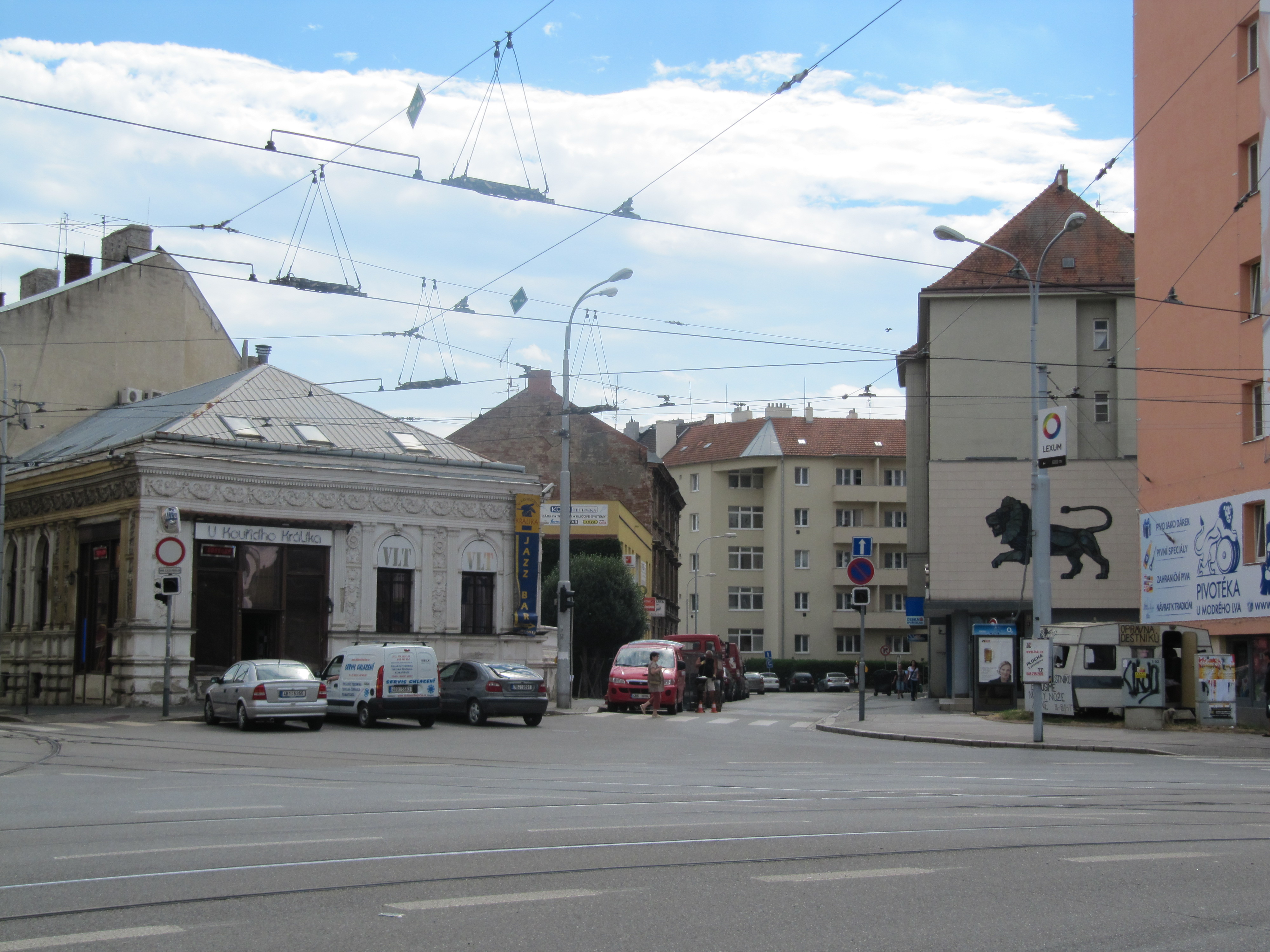
Ateliér Franze Dresslera na Starém Brně (na fotografii vlevo)

Franz Dressler (21. září 1846 Brno – 12. ledna 1885 Brno) byl moravský sochař a kameník německé národnosti. Vystudoval gymnázium a vyučil se v sochařské dílně brněnského sochaře Adolfa Loose staršího.
Již jako učeň získal za své modely zlatou medaili Moravského průmyslového spolku (Mährischer Gewerbeverein). Po vyučení si otevřel svoji vlastní dílnu, nejprve v nynější ulici Cejl, poté v nynější ulici Bratislavská. V roce 1881 si na rohu nynější ulice Václavská a Křídlovická postavil dům s ateliérem a výstavní síní, kde měl podnik s několika učni a zaměstnanci.
Dne 21. června 1869 se v bazilice Nanebevzetí Panny Marie na Starém Brně oženil s Marii Peltonovou, dcerou brněnského tkalce Jana Peltona. Z manželství vzešlo pět dětí, mimo jiné Alfreda Dresslera (1870–1919), taktéž sochaře.
Dva roky byl členem Moravského průmyslového spolku, Německého učitelského spolku a brněnské obecní rady. Nechal si patentovat vlastní vynález a to metodu tzv. „polevy“, která vytváří na soše hladký povrch.

## Dílo
Podílel se na sochařské výzdobě německého Městského divadla (dnešní Mahenovo divadlo. Realizoval portrétní busty brněnských osobností, jako byly např. podnikatel a mecenáš Valentin Falkensteiner, podnikatel v pivovarnictví a cukrovarnictví Isidor Vincenc/Israel Flesch, textilní podnikatel Adolf Löw, brněnský biskup Karel Nöttig, podnikatel a politik Adolf Ripka, starosta Brna Karl van der Strass, moravští místodržitelé Karl Korb von Weidenheim a Franz Kallina.
Dále vyráběl náhrobky, pomníky i pamětní desky, např. pamětní desku Uměleckoprůmyslového muzea v Brně nebo např. druhého německého gymnázia v Brně v nynější Hybešově ulici č. 15. Jeho dílem jsou kamenické práce, přičemž vyhotovil původní pamětní desku pomníku brněnského starosty Christian d'Elverta v parku pod Špilberkem.
Dále vytvořil sochy na střeše a fasádě Uměleckoprůmyslového muzea, restauroval sloup Nejsvětější trojice na Zelném trhu a gotický portál Staré radnice. Některé jeho výrobky se staly součástí stálé expozice Moravského průmyslového muzea.

## Galerie

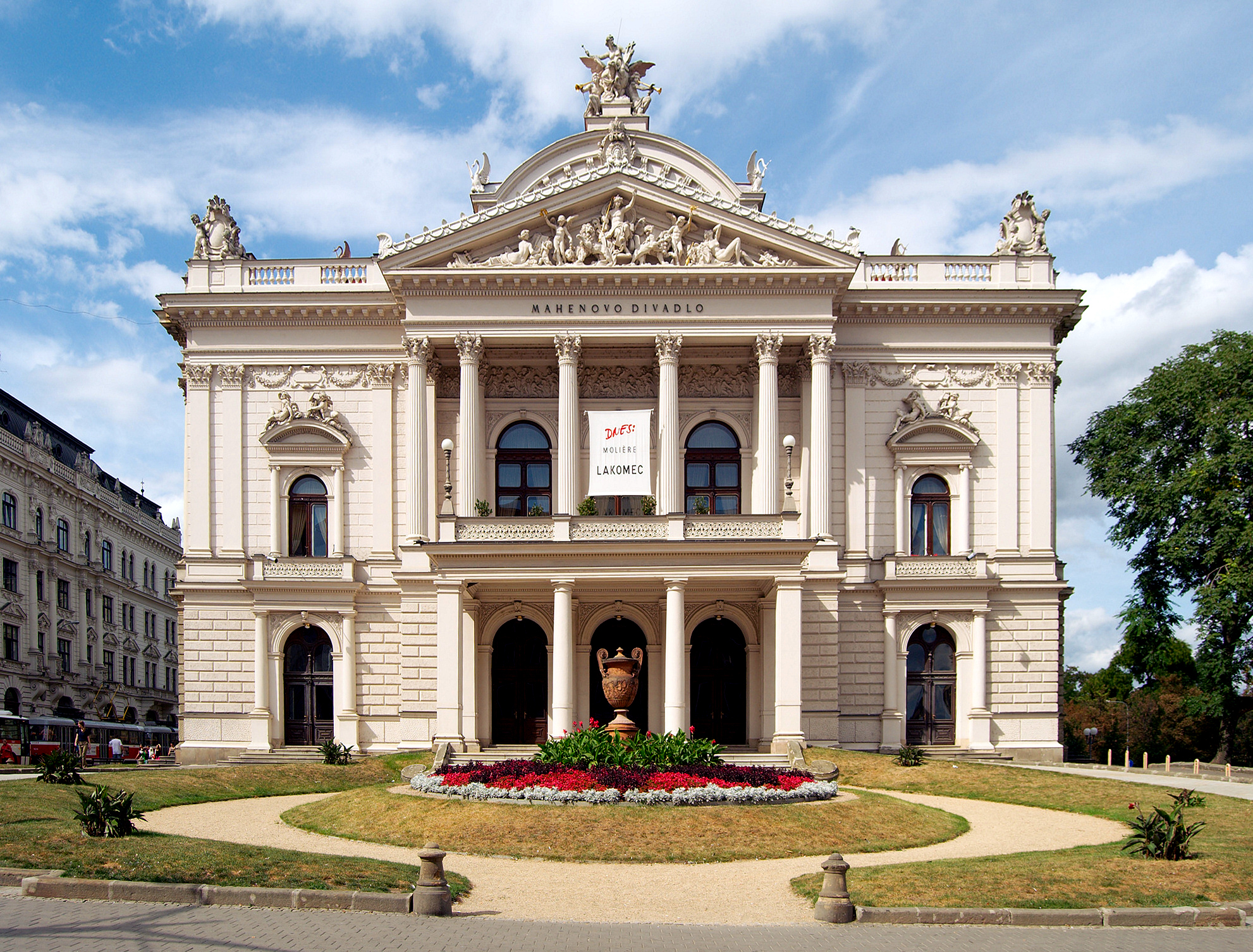
Mahenovo divadlo
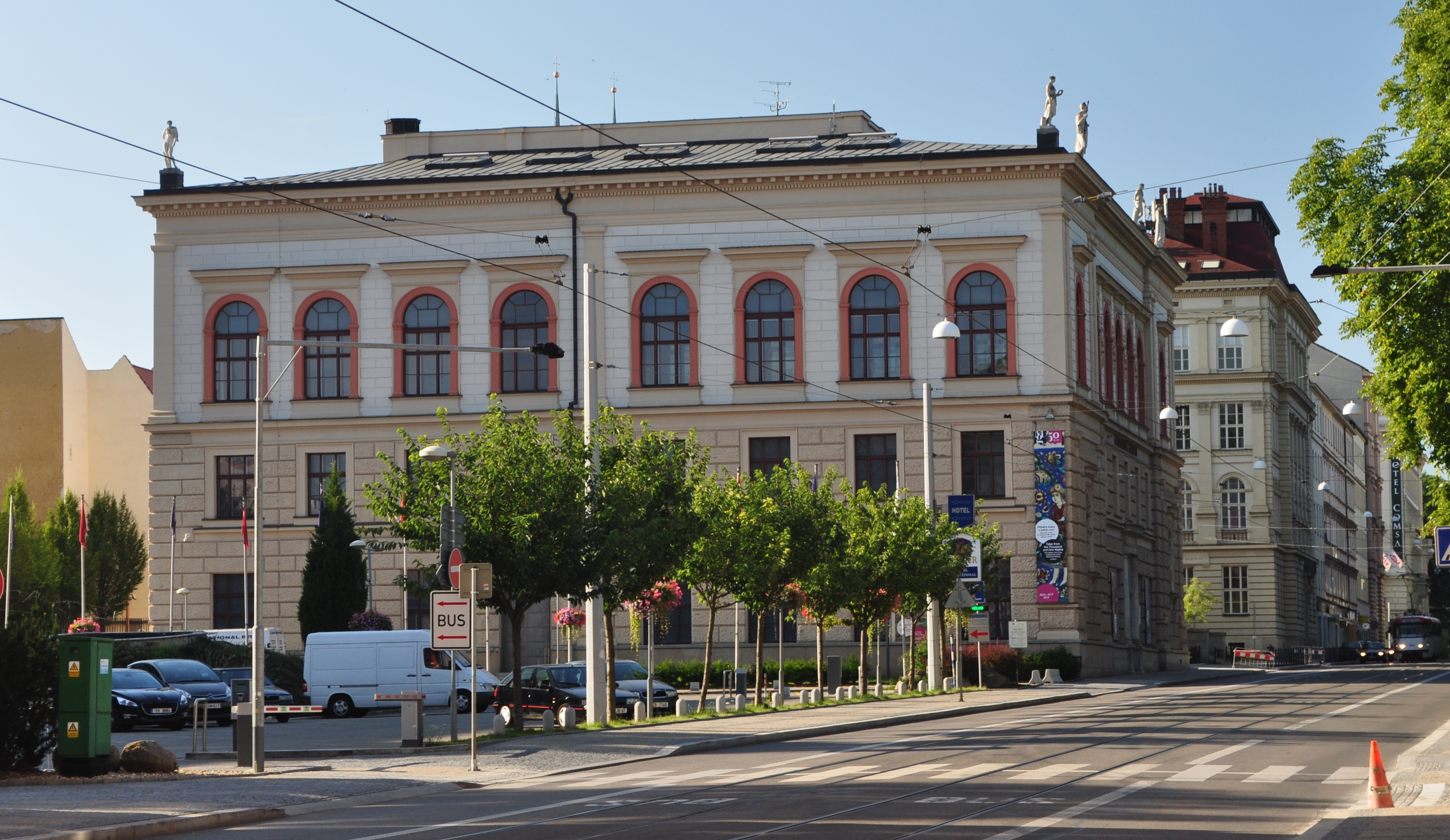
Uměleckoprůmyslové muzeum
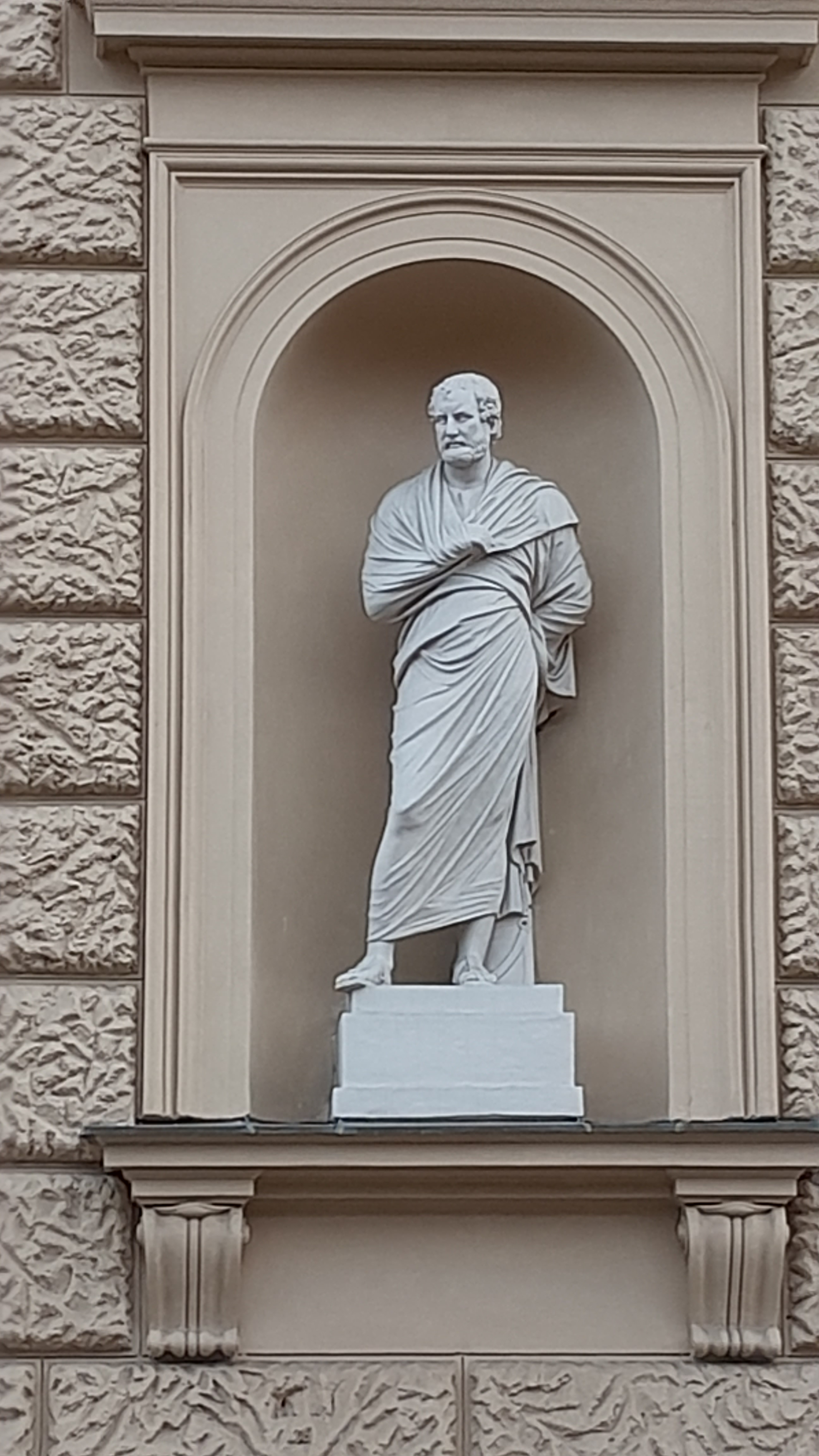
Socha na fasádě Uměleckoprůmyslového muzea
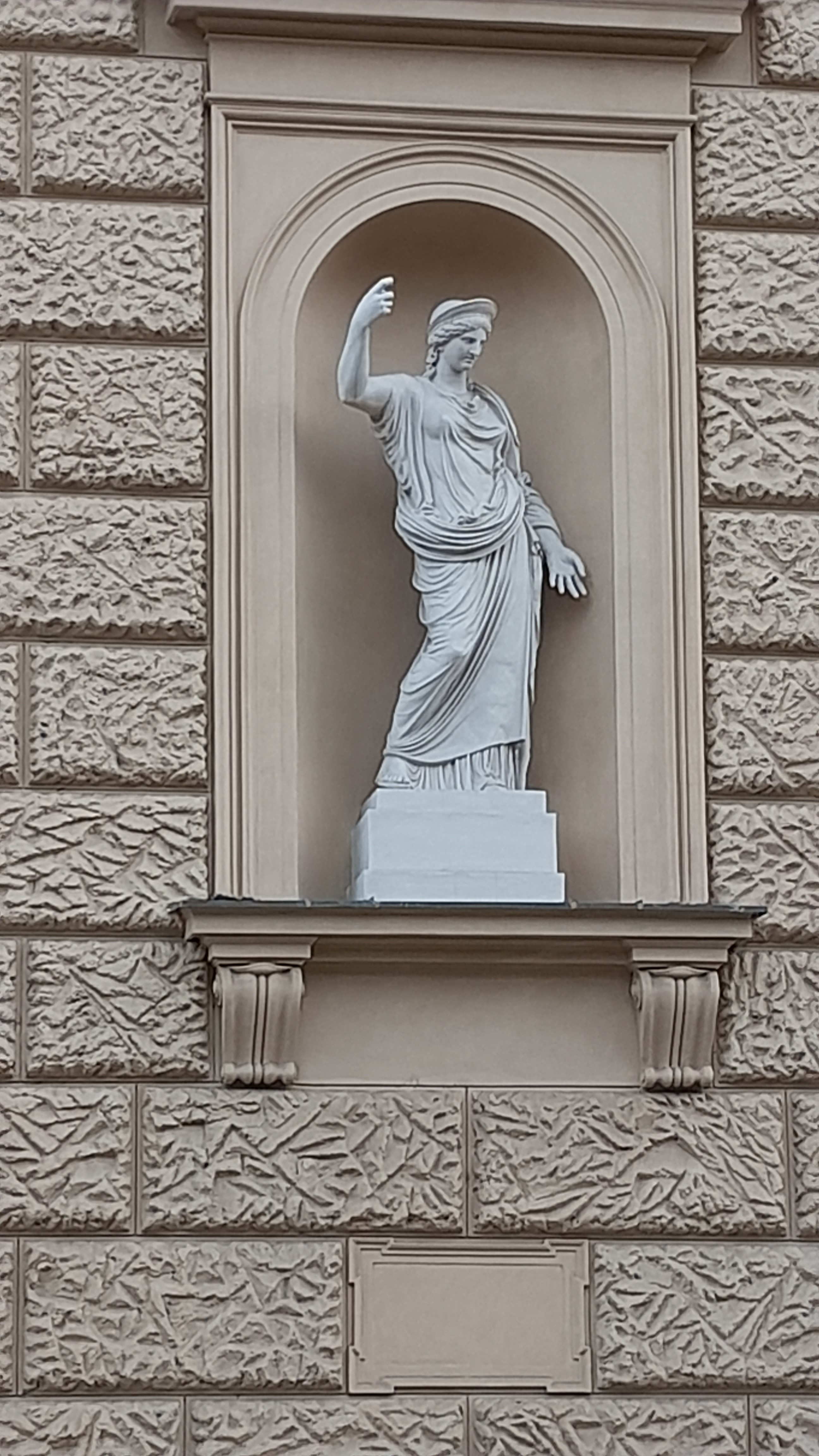
Socha na fasádě Uměleckoprůmyslového muzea